# Fabio Capello
Fabio Capello (n. 18 iunie 1946, San Canzian d'Isonzo, Friuli-Veneția Giulia, Italia) este un fost jucător și antrenor de fotbal italian. De-a lungul carierei a reușit performanța de a câștiga campionatul cu toate echipele pe care le-a condus de pe bancă.

## Cariera de jucător
Fabio Capello a debutat pe postul de mijlocaș în 1964 pentru echipa SPAL 1907, unde a evoluat timp de trei ani. S-a transferat apoi la AS Roma, echipă unde a devenit jucător de bază și a câștigat primul său trofeu, cupa Italiei din 1969. Anii 1969-1976 îi petrece la Juventus, echipă care în perioada respectivă domina campionatul italian, pentru a-și încheia cariera de jucător în 1980 la AC Milan. Ca urmare a evoluțiilor foarte bune în tricoul granzilor din Serie A, Capello a fost convocat și la echipa națională, evoluând între 1972 și 1976 în 32 de meciuri și marcând 8 goluri.

## Cariera de antrenor
Capello și-a început cariera de antrenor în 1991, direct pe banca celor de la AC Milan, una dintre marile echipe ale momentului respectiv, preluând funcția de la Arrigo Sacchi. Deși debutant, Capello a reușit să conducă exemplar o echipă cu vedete ca Marco van Basten, Ruud Gullit, Paolo Maldini sau Franco Baresi, Milan fiind neînvinsă timp de 58 de meciuri de campionat (19 mai 1991 - 21 martie 1993) cu Fabio pe bancă. Cât timp a antrenat pe Milan, Capello a câștigat 4 campionate, 3 Supercupe ale Italiei, o Cupă a Campionilor (4-0 în finală cu Barcelona) și o Supercupă a Europei.
În 1996, Capello a trecut la Real Madrid, unde deși nu a stat decât un sezon, a adus jucători ca Roberto Carlos, Predrag Mijatović, Clarence Seedorf sau Davor Suker cu ajutorul cărora a câștigat campionatul și care în anii următori s-au dovedit piese de bază pentru echipa madrilenă în anii lor de dominanță în Champions League. Capello s-a întors apoi la Milan pentru sezonul 1997-1998, însă în urma unei serii de evoluții dezamăgitoare în campionat, care au făcut ca echipa să termine pe locul 10, Fabio a plecat de la club, pentru a prelua pe AS Roma în 1999. Cu Capello la timonă, Roma a reușit să câștige un campionat istoric (2001), fiind abia al treilea titlu din palmaresul echipei. Chiar și-așa, el a intrat în conflict cu unii jucători, în frunte cu căpitanul Francesco Totti, și ca urmare a decăderii echipei, cauzată de probleme financiare, a părăsit clubul în 2004 pentru a semna cu Juventus. Deși a câștigat două titluri consecutive în această perioadă, acestea au fost retrase ca urmare a scandalului Calciopoli, Juventus fiind retrogradată în Serie B în urma acuzațiilor cu privire la meciuri trucate și aranjamente cu arbitrii. Capello a demisionat și a preluat din nou pe Real Madrid, un club care de ani buni nu mai găsise un antrenor care să reediteze șirul de performanțe al lui Vicente del Bosque dintre 1999 și 2003. Ramón Calderón, noul președinte al clubului, folosise numele lui Capello ca promisiune pentru postul de antrenor în tentativa de a câștiga alegerile, și Fabio nu a refuzat propunerea. După un sezon cu evoluții oscilante, în care a fost criticat pentru neutilizarea lui David Beckham sau Ronaldo, Capello a reușit totuși să câștige titlul cu Real Madrid, însă a fost dat afară din cauza stilului de joc impus, unul nespectaculos și care nu se asemăna cu cel din perioada „galactică” a lui Vicente del Bosque. În 2008, ca urmare a necalificării Angliei la Euro, Capello a fost numit selecționer al echipei din Albion, pe care o califică la Campionatul European.

## Palmares

### Jucător
Roma
- Coppa Italia (1): 1968-69

Juventus
- Serie A (3): 1971-72, 1972-73, 1974-75

Milan
- Serie A (1): 1978-79
- Coppa Italia (1): 1976-77

### Antrenor
Milan
- Serie A (4): 1991-92, 1992-93, 1993-94, 1995-96
- Supercoppa Italiana (3): 1992, 1993, 1994
- UEFA Champions League (1): 1993-94
- Supercupa Europei (1): 1994

Roma
- Serie A (1): 2000-01
- Supercoppa Italiana (1): 2001

Real Madrid
- La Liga (2): 1996-97, 2006-07

### Individual
- Serie A Coach of the Year: 2005
- BBC Sports Personality of the Year Coach Award: 2009